# Dolmen 1 de la Font de l'Aram
El Dolmen 1 de la Font de l'Aram, o Dolmen 2 del Roc de l'Home Mort, és un monument megalític del terme comunal de Rià i Cirac, a la comarca del Conflent, de la Catalunya del Nord.
És al nord-oest del Pla de Vall en So, també al nord-oest de l'antic terme de Rià, a prop del termenal amb Conat, entre la Font de l'Aram i el Roc de l'Home Mort.
És un dolmen amb peristàlit (conjunt de pedres ajagudes que marcaven el perímetre del túmul). L'entrada del dolmen apunt al nord-oest. En donà notícia Jean Abelanet el 1970. Propers a aquest dolmen hi havia els anomenats 2 de la Font de l'Aram i 3 de la Font de l'Aram (o 3 del Roc de l'Home Mort), però actualment són desapareguts: el segon, del tot, i del primer, en queden algunes restes, tot i que són molt dubtoses.